# Jessie Fleming
Jessie Fleming, née le 11 mars 1998 à London en Ontario, est une joueuse internationale canadienne de soccer qui joue au poste de milieu de terrain au Thorns de Portland.

## Biographie

### Parcours en club
Née dans une famille sportive, plus jeune, Fleming a pratiqué plusieurs sports comme le hockey, l'athlétisme et le cross-country, mais c'est à l'âge de trois ans qu'elle a commencé à jouer au soccer pour son club local, le Nor'West Optimist SC.

### Parcours en sélection
Jessie Fleming naît en 1998 à London, en Ontario. En 2012, à quatorze ans, elle entre dans le programme national de formation. Elle fait partie de l'équipe finaliste du Championnat de la CONCACAF des moins de 17 ans en 2013 et participe à la Coupe du monde des moins de 17 ans au Costa-Rica l'année suivante. Toujours en 2014, elle participe à la Coupe du monde des moins de 20 ans au Canada. 
Dès le 15 décembre 2013, alors qu'elle n'a que quinze ans, elle fait ses débuts avec l'équipe nationale féminine lors d'un match amical contre le Chili. Elle est sélectionnée pour la Coupe du monde de 2015, et elle est de loin la plus jeune joueuse de l'équipe ; elle participe à deux matchs, dont un comme titulaire.
Sélectionnée pour les Jeux olympiques de Rio en 2016, elle fait bonne impression pour son premier grand tournoi en tant que titulaire dans l'entrejeu canadien. Quatre ans après les Jeux de Londres, le Canada remporte de nouveau la médaille de bronze.
En 2021, elle est encore une fois sélectionnée pour faire partie de l'équipe féminine canadienne lors des Jeux olympiques de Tokyo. Au cours du tournoi, Fleming marqua multiple but crucial dans la course pour atteindre la finale. Elle a marquée contre le Brésil en tir de barrage en quart de finale, contre les États-Unis en tir de pénalité en demi-finale et encore une fois en tir de barrage en finale contre la Suède. Cela mena Canada Soccer à sa première médaille d'or aux Olympiques, hommes ou femmes confondus.
Elle est nommée la joueuse canadienne de l'année en 2021 après avoir obtenu le plus de départs en équipe canadienne durant l'année. En décembre 2023, Fleming a gagnée ce titre pour la troisième fois d'affilée.

## Palmarès

### En club
Chelsea FC
- Vainqueur du championnat d'Angleterre en 2021, 2022, 2023 et 2024
- Vainqueur de la Coupe d'Angleterre en 2021, 2022 et 2023
- Vainqueur du Community Shield en 2020
- Vainqueur de la Coupe de la Ligue anglaise en 2021
- Finaliste de la Coupe de la Ligue anglaise en 2022 et 2023

### En équipe nationale
Canada
- Médaille d'or aux Jeux olympiques de Tokyo 2020
- Médaille de bronze aux Jeux olympiques de Rio de Janeiro 2016
- Vainqueur de l'Algarve Cup en 2016
- Vainqueur du Tournoi des Quatre nations en 2015